# Forked River
Forked River is een plaats (census-designated place) in de Amerikaanse staat New Jersey, en valt bestuurlijk gezien onder Ocean County.

## Demografie
Bij de volkstelling in 2000 werd het aantal inwoners vastgesteld op 4914.

## Geografie
Volgens het United States Census Bureau beslaat de plaats een oppervlakte van
26,7 km², waarvan 7,5 km² land en 19,2 km² water. Forked River ligt op ongeveer 2 m boven zeeniveau.

## Plaatsen in de nabije omgeving
De onderstaande figuur toont nabijgelegen plaatsen in een straal van 12 km rond Forked River.